# Busendorf (Rattelsdorf)
Busendorf ist ein Gemeindeteil des Marktes Rattelsdorf im oberfränkischen Landkreis Bamberg und eine Gemarkung.

## Geographie
Das Dorf mit rund 100 Einwohnern liegt am östlichen Talrand  der Itzau am Hopfengraben, etwa 20 Kilometer nördlich von Bamberg, 10 Kilometer westlich von Bad Staffelstein und 5 Kilometer südöstlich von Ebern.  Südöstlich von Busendorf befindet sich der 304 Meter hohe Büchelberg.

## Geschichte
Der Ort wurde um 800 erstmals als „Bunselesdorf“ in den Traditionen des Klosters Fulda erwähnt. Vermutlich hieß der erste Siedler Bouzzo oder der Name ist aus der Lage des Ortes zu erklären, da Busendorf auf einem weit in das Itztal vorgeschobenen Landbusen (auf einer Anhöhe mit zwei parallelen Enden, die wie Busen ins Tal der Itz hineinragen) liegt. Busendorf entstand wahrscheinlich im Zuge der fränkischen Kolonisation, etwa im 8. Jahrhundert. Gegen 1323 fiel der Ort großteils in den Besitz des Dompropsteiamtes Döringstadt. Die Gemeinde Busendorf im Landkreis Staffelstein hatte 1961 eine Fläche von 454 Hektar und bestand aus den beiden Orten Busendorf und Poppendorf. Sie wurde zum 1. Juli 1972 im Rahmen der Gebietsreform in Bayern nach Rattelsdorf eingemeindet.

## Verkehr
Busendorf liegt an der B 4, südwestlich der Einmündung der Kreisstraße BA 42. Busendorf hatte vom 1. Oktober 1913 bis 28. September 1975 einen Haltepunkt an der Bahnstrecke Breitengüßbach–Dietersdorf. Heute verbinden Busse des Omnibusverkehrs Franken den Ort mit Bamberg und Coburg.